# 埼玉県立上尾東高等学校
埼玉県立上尾東高等学校（さいたまけんりつあげおひがしこうとうがっこう）は、埼玉県上尾市平塚に所在した公立の高等学校。

## 設置学科
- 普通科

## 沿革
- 1974年（昭和49年） - 開校。
- 1977年（昭和52年） - 詩人の谷川俊太郎と作曲家の林光による作詞、作曲の校歌制定。
- 2004年（平成16年） - 上尾市文化センターにおいて、創立30周年記念式典が挙行された。
- 2008年（平成20年） - 埼玉県立上尾沼南高等学校と統合され、埼玉県立上尾鷹の台高等学校となる。（設置場所は埼玉県立上尾沼南高校の跡地）。これに伴い、同年3月8日に埼玉県立上尾東高等学校として最後の卒業証書授与式と同時に、統合記念式典が上尾市文化センターにて挙行される。最終年度卒業生は98名。統合記念式典では、同校校歌作詞者の谷川俊太郎と息子で音楽家の谷川賢作による公演が開催された。
- 2009年（平成21年）4月- 当地に旧校舎を利用し、小・中・高等部併設型の特別支援学校、埼玉県立上尾かしの木特別支援学校が開校。

## おもな卒業生
- 的場浩司（中退）は、上尾東高等学校には、入学していない[要出典]。
- 百武公親（衆議院議員）

## アクセス
- JR高崎線上尾駅東口より朝日バス（伊奈町役場行き）無線入口バス停下車徒歩7分、または朝日バス（がんセンター行き、東大宮行き）西原バス停下車徒歩7分
- 埼玉新都市交通伊奈線（ニューシャトル）志久駅下車徒歩15分

## クラブ
1992年5月、部活動では、ハンマー投げの練習中に前にいた生徒の頭部に命中し、死亡するという事故が起きた。